# 야마구치현 제1구
야마구치현 제1구(일본어: 山口県第1区)는 일본의 중의원 선거구이다. 1994년 공직선거법 개정으로 신설되었다.

## 지역
- 야마구치시 일부
- 슈난시 일부
- 호후시

## 역대 국회의원
- 고무라 마사히코(소속 정당: 자유민주당, 임기: 1996년 ~ 2017년)
- 고무라 마사히로(소속 정당: 자유민주당, 임기: 2017년 ~ 현재)